# Ouad Essafa
Ouad Essafa  (in arabo واد الصفا‎?) è un centro abitato e comune rurale del Marocco situato nella provincia di Chtouka-Aït Baha, regione di Souss-Massa. Conta una popolazione di 56 547 abitanti (censimento 2014).